# Langues permiennes
Les langues permiennes sont une branche de la famille des langues finno-ougriennes et comprend le komi et l'oudmourte. Elles sont parlées à l'est de la Russie d'Europe, dans la région de l'Oural.

## Classification
- langues komies
  - komi-zyriène
  - komi-permiak
  - komi-iazva
- oudmourte
- mechtchérien (?)